# Saxi-Bourdon
Saxi-Bourdon – miejscowość i gmina we Francji, w regionie Burgundia-Franche-Comté, w departamencie Nièvre.
Według danych na rok 1990 gminę zamieszkiwały 263 osoby, a gęstość zaludnienia wynosiła 14 osób/km² (wśród 2044 gmin Burgundii Saxi-Bourdon plasuje się na 650. miejscu pod względem liczby ludności, natomiast pod względem powierzchni na miejscu 492.).